# Borovac (wschód)
Wysepka Borovac znajduje się 2,5 km na południowy zachód od miasta Hvar, 100 m na wschód od wybrzeży wyspy Sveti Klement. Jej powierzchnia wynosi 16,75 ha a długość linii brzegowej 1 882 m. Wyspa należy do archipelagu Paklińskiego; w tym samym archipelagu, 6 km na zachód znajduje się jeszcze druga, mniejsza wyspa o tej samej nazwie.